# غريغ كارمايكل
غريغ كارمايكل (بالإنجليزية: Greg Carmichael)‏ هو عازف قيثارة بريطاني، ولد في 1953.

## وصلات خارجية
- غريغ كارمايكل على موقع ميوزك برينز (الإنجليزية)
- غريغ كارمايكل على موقع ديسكوغز (الإنجليزية)